# Port lotniczy Tuzla Jegen Lug
Port lotniczy Tuzla Jegen Lug – port lotniczy zlokalizowany w Jegen Lug koło Tuzli (Bośnia i Hercegowina, Federacja Bośni i Hercegowiny).